# サイクロプス少女さいぷ〜
『サイクロプス少女さいぷ〜』（サイクロプスしょうじょさいぷ～）は、寅ヤスによる日本の4コマ漫画作品。『週刊ヤングジャンプ』（集英社）にて2010年51 - 52号、2011年4・5号、14 - 17号に読切扱いで掲載の後、2011年32号から2014年43号まで連載されていた。全4巻。

## 登場人物

### 主要人物
斎藤 楓香（さいとう ふうか）
声 - 中原麻衣
主人公の女子中学2年生。兄の光のことが何より大好きな筋金入りのブラコン。
身体が大きく髪の毛で左目が隠れていて一つ目に見えるという理由から、一つ目の巨人サイクロプスみたいということで、あだ名はさいぷ〜もしくはさいぷーと呼ばれている。普段からさいぷーと呼ばれることが多いため本名で呼ばれても反応しない時があり、テストでも名前欄にさいぷーと書いてしまう。2年間で身長が急激に伸びてしまい（180センチメートル）、兄を見下ろすほどの大きさになってしまう。成績優秀でスタイルも良く巨乳。視力は2.0以上。英会話も流暢。お化けや怪談は気絶するほど苦手。
その後、時に光のプライベートを侵害してしまうほどの過剰な執着を批判されたこともあって、一時光と離れて暮らすこととなる。ブラコンからの脱却には成功するものの、それでも光への想いが全く変わらなかったことから、自身が光を兄としてではなく異性として愛していたことを完全に自覚した。紆余曲折を経て想いを受け入れた光と結ばれるものの、あくまでも実の兄妹という線引きだけは譲らなかった光の意志によって肉体関係を持たない「仮の恋人」という形に落ち着いた。4年後は大学生となり親元を離れ、光とは肉体関係無しの前提は変わらないものの、「仮の結婚」をして「仮の夫婦」となり、娘役に末妹のひとみも交えた3人でマンションで暮らしている。
斎藤 光（さいとう ひかる）
声 - 高梨謙吾
楓香の実兄で本作のもう1人の主人公。大学生。中学時代はバスケ部所属。
家族の中では比較的常識人。オタクで父親譲りのスク水ブルマフェチのロリコン。童貞でエロゲーをよくやっている。ブラコンでスキンシップの激しい妹と、いつまでも幸せボケで自分を子供目線で見る両親に呆れている。大学ではラジオサークルに所属しミキサー担当。初対面の頃は鉄姉が好きだった。
4年後は大学を卒業してサラリーマンとなり、2人の妹と3人で暮らしている。

### 楓香の通う中学校

#### 楓香と同じクラスの生徒
藤咲 りん（ふじさき りん）
声 - 藤田咲
楓香の友人。さいぷ〜というあだ名を付けた張本人。スケベで学校の成績は悪い。両耳の上で髪を短く縛りツーサイドアップ風の髪型にしている。男子からは話しかけやすい存在。兄がいる。
須藤 ナオ（すどう ナオ）
楓香の友人。水泳部。作中ではなっちゃんと呼ばれる。
委員長
楓香の友人。緑色のアンダーリムの眼鏡をかけている。ハーフ。好きな先輩がいたが既に彼女がいたため楓香に魅かれていく。後に彼女と別れた先輩に告白されたが、すでに楓香でオナニーするようになっていたため断った。
神地 由女（かみじ ゆめ）
楓香のクラスメイトの女子。クールで大人っぽく、よく不良に声をかけられる。背が高く腕力もあるが真面目。左耳上部にはピアス装着、左側から垂らした色が異なる髪はエクステ。貧乳。
アカネ
ナオの友人。長い髪をツインテールにしているリボンで結んでいる。ツッコミ担当。
ミコ
ナオの友人。同人イベントに参加するオタク。ロングヘアーで眼鏡をかけている。ボケ担当だが計算高い。
住野（すみの）
目が隠れるほどの長い前髪と大きなリボンが特徴。
加奈子（かなこ）
額の右にドクロ風の髪留め、左頭頂部の髪をボンボンで縛りまとめている。神地に憧れている。
なつ
声 - 笹島かほる
アニメに登場。クラスメイト。

#### その他の生徒
山蔵 鉄平（やまくら てっぺい）
楓香の幼なじみで斎藤家の隣に住んでいる少年。学校では楓香の1年後輩。水泳部所属。
まだ楓香が小さかった頃に、年上なのに自分より背が小さく兄に甘えてばかりいたことをからかっていたことがあり、今では背がとても高くなってしまったので多少の責任を感じている模様。

#### 教員
早乙女（さおとめ）
美人女性教諭。風貌は眼鏡とポニーテール。学内でもジャージ姿でその下は冬でもタンクトップ。酒に飲まれると記憶が飛ぶ。
黒岩（くろいわ）
大柄な男性教諭。早乙女に気がある。
木下（きのした）
幼い外見の女性体育教諭。泳げない。短い後ろ髪を首の両側で束ねている。

### 光の通う大学
「天龍祭」という学園祭が行われる。
サト
光の友人。あご髭。
ススキ
光の友人。黒髪で眼鏡。
部長
ラジオサークルの女性部長。楓香のライバル的存在。前髪が長く普段は両目が隠れている。本名は目出 恵理（めで えり）。

### 斎藤家及びその親族
楓香の父
身長202センチメートル。学生時代のあだ名は「大魔神」。妻・陽子とは同じ高校の同級生。
妹萌えのスク水フェチで妻には「お兄ちゃん」と呼ばせている。楓香と違い右目が髪の毛で隠れており、アンダーリムの眼鏡をかけている。現時点で本名は不明。
妻共々、恋愛に関しては子供たちの前でも性的なスキンシップを交えたお惚気や自身らの性生活の話題を躊躇しないほど自由な考え方の持ち主で、楓香の光に対する兄妹の垣根を超えた愛情も公認の上で後押ししている。
斎藤 陽子（さいとう ようこ）
楓香の母。身長189センチメートル。学生時代のあだ名は「巨神」。夫とは同じ高校の同級生。
元バレーボール界の超新星で雑誌でも特集されていた。天然ボケな性格で常に笑顔を絶やさない。顔つきは光に似ている。
最終話直前に第3子・ひとみを出産する。
斎藤 ひとみ（さいとう ひとみ）
楓香と光の妹。
榛野 あかり（はるの あかり）
楓香の母方のいとこ。小学6年生。光を気に入っているが、楓香並みにスキンシップが激しい。兄妹ともにオタショップでスーパーファミコンのソフトに目を輝かせていた。
榛野 爽太（はるの そうた）
楓香の母方のいとこ。中学2年生。楓香を気に入っており、同い年だが「ふうかさん」と呼ぶ。

### その他の人物
鉄姉（てつねえ）
鉄平の姉。表向きは上品で優しいが、裏の顔は女好きで酒好きのおっさん。
りんの兄
女装趣味があり、顔がかわいい。自室が汚い。アダルトビデオを大量に所持しており自室の奥にある専用部屋は整理整頓されている。
アポロ
アイドル。名古屋弁を用いる。
アミ
光が出会った少女で容姿と顔つきは幼少時代の楓香にそっくり。その正体はアポロの妹で黒髪はウィッグ。

## 単行本
- 寅ヤス 『サイクロプス少女さいぷ～』 集英社 〈ヤングジャンプ・コミックス〉、全4巻[1]
- 【】内は表紙を飾っているキャラクター。
- 最終巻第4巻巻末には連載開始前の「読切版さいぷ～」7本も収録。

1. 2012年05月18日発売[2]（第1刷発行日は同年05月23日） ISBN 978-4-08-879331-3　【さいぷー】
2. 2013年03月19日発売[3]（第1刷発行日は同年03月24日） ISBN 978-4-08-879538-6　【神地】
3. 2014年01月17日発売[4]（第1刷発行日は同年01月22日） ISBN 978-4-08-879737-3　【メデュ子】
4. 2014年11月19日発売[5]（第1刷発行日は同年11月24日） ISBN 978-4-08-890029-2　【さいぷー&光】

## WEBアニメ
2013年3月12日（さいぷーの日）より配信された約2分のWEBアニメ。4月からはニコニコチャンネルでも配信されている。全12話。
1話・2話のみ火曜日配信、3話以降は週刊ヤングジャンプ発売日である木曜日に配信。

### スタッフ
- 製作 - 集英社 週刊ヤングジャンプ編集部
- 製作協力 - Softgarage